# Římskokatolická farnost Luka nad Jihlavou
Římskokatolická farnost Luka nad Jihlavou je územní společenství římských katolíků s farním kostelem svatého Bartoloměje v děkanství jihlavském.

## Historie farnosti
První písemná zmínka o obci je doložena k roku 1378, kdy je uváděn farář Petr de Luca. Románská okénka na věži farního kostela svatého Bartoloměje však dokládají mnohem vyšší stáří. V letech 1755–1763 byl kostel přestavěn do pozdně barokní podoby.

## Duchovní správci
Od 1. srpna 2020 je duchovním správcem farnosti R. D. Mgr. Jakub Tůma.

## Bohoslužby
| Kostel                     | Místo             | Bohoslužba (den)           | Hodina                                                                    | Poznámka        |
| -------------------------- | ----------------- | -------------------------- | ------------------------------------------------------------------------- | --------------- |
| kostel svatého Bartoloměje | Luka nad Jihlavou | neděle úterý čtvrtek pátek | 7.45, 11.00 18.00 (pro děti) 7.30 18.00 (říjen-březen)/19.00 (duben-září) | farní kostel    |
| Nanebevzetí Panny Marie    | Puklice           | neděle                     | 9.30                                                                      | filiální kostel |
| svaté Anny                 | Velký Beranov     | sobota                     | 18.00 (říjen-březen), 19.00 (duben-září)                                  | kaple           |

## Aktivity ve farnosti
Den vzájemných modliteb farností za bohoslovce a bohoslovců za farnosti brněnské diecéze i Adorační den připadá na 11. dubna.
Každoročně se ve farnosti koná tříkrálová sbírka, farní ples, farní den a misijní jarmark. Pořádájí se také výlety pro rodiny s dětmi, pěší poutě a letní tábory. V roce 2017 dosáhl výtěžek sbírky v obci Luka nad Jihlavou 59 158 korun, ve Velkém Beranově 17 721 korun.